# Dieter Eckert (Jurist)
Dieter Eckert (* 24. Februar 1926 in Erfurt; † 4. März 2013 in Bonn) war ein deutscher Jurist und Ministerialbeamter.

## Werdegang
Eckert studierte nach dem Abitur Rechtswissenschaften an der Universität Heidelberg und der University of California in Berkeley, wo er als Master of Laws (LL. M). abschloss. 1954 trat er beim Landgericht Baden-Baden in den Justizdienst ein. Er wechselte 1959 in das Bundesministerium für Wirtschaft nach Bonn. Von 1963 bis zum Eintritt in den Ruhestand 1991 war er Ministerialbeamter im Bundesministerium für Gesundheit und ab 1980 Leiter der Abteilung Verbraucherschutz und Veterinärmedizin. Von 1979 bis 1981 war er Präsident des FAO/WHO Codex Alimentarius.
Die Universität Bonn ernannte ihn 1974 zum Honorarprofessor. Er veröffentlichte zum Europarecht sowie zum Nationalen und Internationalen Lebensmittelrecht.

## Ehrungen
- Verdienstkreuz 1. Klasse der Bundesrepublik Deutschland
- Goldene Fahlberg-Medaille
- Adolf-Juckenack-Medaille